# 서순영
서순영(徐淳泳, 1900년 6월 17일~1983년 5월 9일)은 대한민국의 법조인이자 정치인이다.

## 이력
- 니혼 대학 전문부를 졸업하였다.
- 변호사, 판사를 역임하였다.
- 1948년 5월 10일 : 제헌 국회의원(경남 통영을)
- 1948년 국회 내의 반민특위 부장 재판관으로 선임되었다.[1]

## 역대 선거 결과
|  | 37.73% |

|  | 20.28% |

|  | 30.41% |

## 참고자료
- 《대한민국 의정총람》, 국회의원총람발간위원회, 1994년
- 서순영 - 대한민국헌정회